# 건설근로자공제회
건설근로자공제회(建設勤勞者共濟會, Construction Workers Mutual Aid Association, 부산건설공제회)는 근로여건 및 소득수준이 상대적으로 열악하고 고용이 불안정한 건설근로자들 간의 상호부조 및 복리증진을 도모하고 노후생활의 안정을 증진시키기 위해 설립된 고용노동부 산하 공공기관이다 서울특별시 중구 남대문로 109, 9층 (다동)에 위치하고 있다.

## 설립 근거
- 건설근로자의 고용개선 등에 관한 법률

## 주요 업무
- 공제부금의 수납과 퇴직공제금의 지급
- 자녀장학금, 결혼 · 출산보고금 등 복지사업
- 적립된 공제부금의 증식을 위한 자산운용사업
- 건설근로자에 대한 복지시설의 설치·운영 등 복지증진사업
- 건설근로자의 고용안정, 직업능력의 개발·향상,취업지원을 위한 사업
- 퇴직공제에 가입한 사업주 및 피공제자에 대한 기록의 관리, 유지 등

## 연혁
- 1996년 12월 31일 건설근로의 고용개선 등에 관한 법률 제정
- 1997년 12월 9일 건설근로자퇴직공제회 설립 등기 및 초대 김석봉이사장 취임 (1대, 2대)
- 1998년 1월 1일 건설근로자퇴직공제회 업무 개시
- 2002년 2월 5일 서울지부 개소
- 2003년 7월 1일 건설근로자공제회로 명칭 변경
- 2003년 12월 3일 제3대 안광우이사장 취임
- 2006년 1월 1일 전국 7개지부 개소(수원, 원주, 대전, 대구, 부산, 전주, 광주)
- 2006년 12월 18일 제4대 손정웅이사장 취임
- 2009년 12월 18일 제5대 강팔문이사장 취임
- 2013년 1월 18일 제6대 이진규 이사장 취임
- 2013년 1월 31일 기타공공기관으로 지정
- 2019년 4월 송인회 이사장 취임
- 2022년 4월 송문현 이사장 직무대행 취임
- 2022년 11월 김상인 이사장 취임

## 조직
- 감사
  - 감사실

### 이사장

#### 전무이사

##### 기획조정본부
- 기획관리팀
- 경영지원부
- 전산정보팀
- 리스크관리팀

##### 사업운용본부
- 공제사업팀
- 전자카드추진단
- 고용지원팀
- 등급관리기획단
- 회원복지팀

##### 자산운용본부
- 투자전략팀
- 증권운용팀
- 대체투자팀

### 지부
- 서울지사 : 서울특별시 중구 세종대로20길 15, 4층 (태평로1가)
- 인천지사 : 인천광역시 남동구 백범로 357, 13층 (간석동)
- 경인지사 : 경기도 수원시 장안구 팔달로 205, 2층 (영화동)
- 부산지사 : 부산광역시 동구 중앙대로 192, 5층 (초량동)
- 대구지사 : 대구광역시 중구 달구벌대로 2058, ABL타워 11층
- 광주지사 : 광주광역시 , 5층 (농성동)
- 대전지사 : 대전광역시 서구 둔산북로 56, 한화생명빌딩 11층
- 전주센터 : 전라북도 전주시 완산구 백제대로 280, 2층 (중화산동2가)
- 원주센터 : 강원특별자치도 원주시 호저로 47, 502호 (우산동)
- 청주센터 : 충청북도 청주시 흥덕구 풍산로 50, 충북지방기업진흥원빌딩 6층

## 같이 보기
- 대한건설협회
- 대한전문건설협회
- 건설워커
- 전문건설공제조합
- 건설공제조합
- 건설기술교육원